# 冪零イデアル
数学の環論において、環 {\displaystyle R} のイデアル {\displaystyle I} が冪零イデアル (べきれいイデアル、英：nilpotent ideal) であるとは、ある自然数 {\displaystyle k} が存在して {\displaystyle I^{k}=0} が成り立つことである 。ただし {\displaystyle I^{k}} は {\displaystyle I} の {\displaystyle k} 個の元の積のすべてからなる集合で生成される加法群としての {\displaystyle R} の部分群であり  、{\displaystyle 0} は零環を意味する。ゆえに、イデアル {\displaystyle I} が冪零であることと、ある自然数 {\displaystyle k} が存在して {\displaystyle I} の任意の {\displaystyle k} 個の元の積が {\displaystyle 0} であることは同値である。
環の多くのクラスの中で冪零イデアルの概念は冪零元イデアルの概念よりもはるかに強いが、レヴィツキの定理により2つの概念が一致する例も存在する。
冪零イデアルの概念は可換環の場合でも有用だが、特に非可換環の場合で有用である。

## 例
- 剰余環 {\displaystyle \mathbb {Z} /p^{n}\mathbb {Z} } のイデアル {\displaystyle p^{i}\mathbb {Z} /p^{n}\mathbb {Z} } ({\displaystyle i>0}) はすべて冪零である。
- 2次の全行列環 {\displaystyle M_{2}(R)} のイデアル {\displaystyle N={\begin{bmatrix}0&R\\0&0\end{bmatrix}}} は冪零である。

## 冪零元イデアルとの関係
冪零元イデアルの概念は冪零イデアルの概念と深いつながりをもち、環のあるクラスにおいて、2つの概念は一致する。イデアルが冪零であれば、もちろん冪零元イデアルであるが、冪零元イデアルは2つ以上の理由で冪零とは限らない。1つには、冪零元イデアルのいろいろな元を零化するのに要求される指数の大域的な上界が存在する必要はないことであり、2つには、各元が冪零であることは相異なる元の積が消えることを強制しない。
右アルティン環において、任意の冪零元イデアルは冪零である。これは次のことを観察することによって証明される。任意の冪零元イデアルは環のジャコブソン根基に含まれ、（アルティン性の仮定より）ジャコブソン根基は冪零イデアルであるから、結果が従う。実は、これは右ネーター環に一般化することができる。この結果はレヴィツキの定理として知られている。